# 塔灵
塔灵是德国莱茵兰-普法尔茨州的一个市镇。总面积3.90平方公里，总人口216人，其中男性110人，女性106人（2011年12月31日），人口密度55人/平方公里。